# Никеландия
Никеландия (порт. Niquelândia) — муниципалитет в Бразилии, входит в штат Гояс. Составная часть мезорегиона Север штата Гойяс. Входит в экономико-статистический микрорегион Порангату. Население составляет 38 517 человек на 2007 год. Занимает площадь 9843,170 км². Плотность населения — 3,8 чел./км².

## История
Город основан 19 марта 1735 года.

## Статистика
- Валовой внутренний продукт на 2003 год составляет 391 326 921,00 реалов (данные: Бразильский институт географии и статистики).
- Валовой внутренний продукт на душу населения на 2003 год составляет 10 379,75 реалов (данные: Бразильский институт географии и статистики).
- Индекс развития человеческого потенциала на 2000 год составляет 0,739 (данные: Программа развития ООН).

## География
Климат местности: тропический.